# Gauré
Gauré település Franciaországban, Haute-Garonne megyében. Lakosainak száma 467 fő (2022. január 1.). Gauré Saint-Pierre, Bourg-Saint-Bernard, Drémil-Lafage, Lavalette, Vallesvilles és Verfeil községekkel határos.

## Népesség
A település népességének változása:
| Lakosok száma | 249  | 319  | 355  | 492  | 498  | 505  | 494  | 467  | 465  | 467  |
|               | 1968 | 1982 | 1990 | 2006 | 2013 | 2015 | 2017 | 2019 | 2020 | 2022 |